# 上村あも
上村 あも（かみむら あも、1972年10月27日 - ）は日本のゲームシナリオライター。「七三 都生」（ななみ みやお）名義で漫画原作も手掛ける。
エニックス（現スクウェア・エニックス）より発売されているゲームソフト「ドラゴンクエストシリーズ」の7作目からシナリオアシスタントとして参加。

## 作品

### コンピュータゲーム
- アルガーナ（協力）
- ドラゴンクエストVII エデンの戦士たち（シナリオアシスト）
- ドラゴンクエストIV 導かれし者たち（PS版）（シナリオアシスタンス）
- ドラゴンクエストVIII 空と海と大地と呪われし姫君（シナリオスタッフ）
- ドラゴンクエストIX 星空の守り人（シナリオスタッフ）
- 流行り神3 警視庁怪異事件ファイル（フローチャート設計）
- ドラゴンクエストX 目覚めし五つの種族 オンライン（シナリオスタッフ）
- ドラゴンクエスト モンスターパレード（シナリオ）[1]
- 百年戦記 ユーロ・ヒストリア

### 漫画
- 4235555!!!（原作）
- 喰姫（原作）